# 京橋 (神戸市)

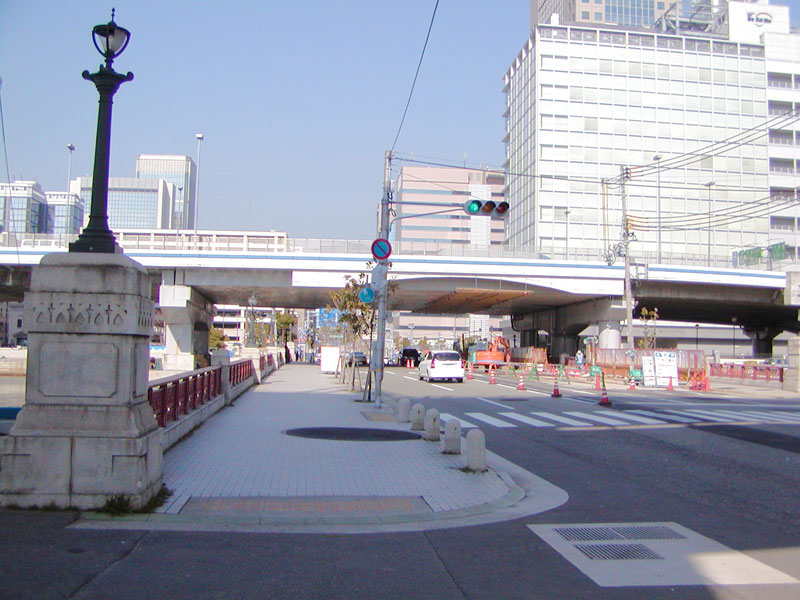
京橋（神戸市中央区）

京橋（きょうばし）は、兵庫県神戸市中央区の京町筋の南にある橋である。

## 概要
京町に在ったので京橋と名前がついたといわれる。
付近に阪神高速3号神戸線の京橋出入口や京橋パーキングエリアがある。
1864年（慶応元年）5月に勝海舟により神戸海軍操練所が立てられた。現在は橋の東側に記念碑が残る。